# Andreas Čap

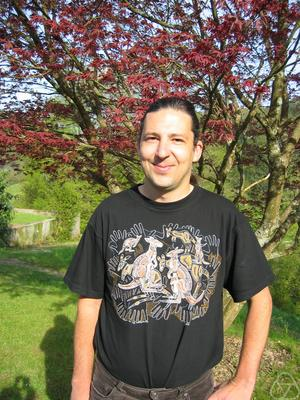
Andreas Čap 2006

Andreas Čap (* 23. Mai 1965 in Wien) ist ein österreichischer Mathematiker und Universitätsprofessor an der Fakultät für Mathematik der Universität Wien.
Nach einem Mathematikstudium an der Universität Wien promovierte er 1991 bei Peter Michor an der Universität Wien zum Thema Homotopietheorie für glatte Räume und K-Theorie für geeignete Algebren. Im Jahr 1997 habilitierte er sich mit dem Thema Invariant operators on manifolds with almost hermitian symmetric structures. 2011 wurde er als Universitätsprofessor berufen. Er ist im Vorstand des Erwin-Schrödinger-Instituts für Mathematische Physik.
Im Jahr 2001 erhielt er den Förderungspreis der Österreichischen Mathematischen Gesellschaft.
Er befasst sich unter anderem mit Differentialgeometrie und Lie-Gruppen. Er gilt als Mitbegründer der Parabolischen Geometrie.

## Schriften (Auswahl)
- mit Jan Slovák, Parabolic geometries. I. Background and general theory, Mathematical Surveys and Monographs, 154. American Mathematical Society, Providence, RI, 2009. ISBN 978-0-8218-2681-2